# Patriarcha Indii Zachodnich
Patriarcha Indii Zachodnich (łac. Patriarchatus Indiarum Occidentalium) – patriarchat mniejszy w Kościele katolickim.

## Historia
Pierwsze wzmianki o istnieniu godności pochodzą z 11 maja 1524, kiedy to papież Klemens VIII wyraził zgodę na powstanie honorowego tytułu. Władcy hiszpańscy próbowali uzyskać, bez powodzenia, od papieża dla patriarchy uprawnienia jurysdykcyjne nad mieszkańcami kolonii hiszpańskich w Ameryce. W 1762 roku Klemens XIII połączył godność patriarchy z urzędem wikariusza generalnego dla wojsk hiszpańskich.
Dane na temat lat urzędowania pierwszych patriarchów są jednak niepewne. Urząd jest nieobsadzony od śmierci ostatniego patriarchy, tj. od 1963 r.

## Patriarchowie Indii Zachodnich

### 1524-1592
- Antonio de Rojas (1524), arcybiskup Granady i biskup Palenci[1]
- Esteban Gabriel Merino (1524–1530), biskup Jaén[1]
- Fernando Niño de Guevara (1530–1535), arcybiskup Granady[1]
- Pedro Moya de Contreras (1592), arcybiskup Meksyku i Przewodniczący Rady Indii (nie objął urzędu)[1]

### 1602-1708
- Juan Guzmán (1602–1605)[1][2]
- Juan Bautista de Acevedo (1606-1608)
- Pedro Manso (1608–1609)[2]
- Diego de Guzmán Haros (1616–1631)[2]
- Andrés Pacheco (1625–1626)[2]
- Alfonso Pérez de Guzmán (1627-1670) (usunięty)
- Antonio Manrique de Guzmán (1627-1670)[2]
- Antonio de Benavides y Bazán (1679-1690)
- Pedro Portocarrero y Guzmán (1691–1708)[2]

### 1701-1800
- Carlos Borja Centellas y Ponce de León (1708–1733)[2]
- Álvaro Eugenio de Mendoza Caamaño Sotomayor (1734-1761)[2]
- Buenaventura de Córdoba Espínola de la Cerda (1761-1777)
- Francisco Javier Delgado Wenegas (1778-1781)
- Caietanus de Adsor (1782)
- Emmanuel Bonaventura Figueroa (1782-1783)
- Antonio de Sentmenat y Castellá (1784-1806)

### 1806-1909
- Ramón José Arce (1806-1815)
- Francisco Antonio Cebrián y Valda (1815-1820)
- Antonio Allué Sesé (1820-1842)
- wakat (1842-1847)
- Antonio Posada Rubín de Celis (1847-1851)
- Tomás Iglesias Barcones (1852-1873)
- wakat (1873-1875)
- Francisco de Paula Benavides y Navarrete (1875-1881)
- José Moreno y Mazón (1881–1885)[2]
- Zeferino González y Díaz Tuñón (1885-1896)
- Miguel Paya y Rico (1886-1891)
- Antolín Monescillo y Viso (1892-1897)
- Ciriaco María Sancha y Hervás (1898-1909)[2]

### 1909-2000
- Ciriaco María Sancha y Hervás (1898-1909)[2]
- Gregoria María Aguirre y García (1909-1913)
- Victoriano Guisasola y Menéndez (1914-1920)
- Jaime Cardona y Tur (1920-1923)[2]
- Julián de Diego y García Alcolea (1923-1925)[2]
- Francisco Muñoz y Izquierdo (1925-1930)[2]
- Raimondo Perez y Rodriguez (1930-1937)[2]
- wakat (1937-1946)
- Leopoldo Eijo y Garay (1946-1963)[2]
- wakat od 1963.